# Hordes of Zombies
Hordes of Zombies es el tercer álbum de estudio de la banda estadounidense de deathgrind Terrorizer . Fue lanzado el 24 de febrero de 2012, a través de Season of Mist . Este álbum reemplaza el Grindcore por un sonido del Deathcore con influencias del Death metal tradicional. Este es el primer álbum de Terrorizer desde Darker Days Ahead de 2006 y el último álbum que presenta al bajista David Vincent .
Las pistas "Hordes of Zombies" y "Subterfuge" se presentan como contenido descargable en Rock Band 3 a través de Rock Band Network .
Se hizo un video musical para "Hordes of Zombies".

## Listado de pistas
Todas las letras escritas por Anthony "Wolf" Rezhawk.
 
| N.º | Título                    | Duración |  |
| 1.  | «Intro»                   | 1:52     |  |
| 2.  | «Hordes of Zombies»       | 3:28     |  |
| 3.  | «Ignorance and Apathy»    | 2:10     |  |
| 4.  | «Subterfuge»              | 1:59     |  |
| 5.  | «Evolving Era»            | 3:24     |  |
| 6.  | «Radiation Syndrome»      | 2:07     |  |
| 7.  | «Flesh to Dust»           | 2:19     |  |
| 8.  | «Generation Chaos»        | 2:09     |  |
| 9.  | «Broken Mirrors»          | 3:08     |  |
| 10. | «Prospect of Oblivion»    | 3:25     |  |
| 11. | «Malevolent Ghosts»       | 3:00     |  |
| 12. | «Forward to Annihilation» | 2:01     |  |
| 13. | «State of Mind»           | 3:18     |  |
| 14. | «A Dying Breed»           | 3:47     |  |

## Personal
- Anthony Rezhawk – voz
- Cultura Katina - guitarras
- David Vicente - bajo
- Pete Sandoval – batería